# Acacia semperflorens
Acacia semperflorens é uma espécie de leguminosa do gênero Acacia, pertencente à família Fabaceae.